# Bodio Lomnago
Bodio Lomnago är en kommun i provinsen Varese i regionen Lombardiet i Italien. Kommunen hade 2 217 invånare (2018).